# Cheyenne Mountain Zoo
Koordinaten: 38° 46′ 13,3″ N, 104° 51′ 17,5″ W
Der Cheyenne Mountain Zoo ist ein Zoo, der sich im Süden der Stadt Colorado Springs im El Paso County im US-Bundesstaat Colorado befindet. Er fungiert als Nonprofit-Organisation. Die Großstadt Denver liegt ca. 100 Kilometer entfernt im Norden. Der Zoo ist bei der Association of Zoos and Aquariums (AZA) akkreditiert.

## Lage
Der Zoo liegt an den Ausläufern der Rocky Mountains in einer Höhe von ca. 2050 Metern über dem Meeresspiegel. Er ist damit der höchstgelegene Zoo der Vereinigten Staaten. Teile des hügeligen Zoos werden mit einer Sesselbahn überbrückt. Aufgrund seiner Lage und der Nähe zum 4301 Meter hohen Pikes Pike treten im Zoo zuweilen extreme Wetterkapriolen auf. Im Jahr 2018 richtete beispielsweise ein Unwetter mit baseballgroßen Hagelkörnern erhebliche Schäden an. Eine Moschusente, ein Pfauenhahn und eine Pfauenhenne, ein Kapgeier sowie ein junges Erdmännchen wurden erschlagen. 16 weitere Tiere erlitten Verletzungen. Drei Tierpfleger wurden beim Versuch, Tiere in Sicherheit zu bringen selbst verletzt und mussten im Krankenhaus behandelt werden. Auch einige Besucher wurden verletzt, die meisten konnten in Tierhäusern oder Restaurants jedoch Schutz suchen. 400 Personenkraftwagen von Gästen, die auf dem Zooparkplatz standen sowie 130 Fahrzeuge von Zooangestellten wurden erheblich beschädigt. Um die dringlichsten Aufräumungsarbeiten durchzuführen, war der Zoo für vier Tage geschlossen. Eine vollständige Wiederherstellung aller angerichteten Schäden (u. a. zersplitterte Glasscheiben, defekte Dächer) wurde erst einige Monate später abgeschlossen.

## Geschichte
Der durch Bergbau, Erzverarbeitung und Immobilienspekulationen wohlhabend gewordene amerikanische Unternehmer und Philanthrop Spencer Penrose gründete 1926 die Cheyenne Mountain Zoological Society, um seine wachsende Sammlung exotischer Tiere unterzubringen. 1938 wandelte Penrose die Gesellschaft in eine gemeinnützige öffentliche Organisation um, die das Ziel hatte, einen zoologischen Park für die Erholung und Bildung der Einwohner von Colorado Springs zu schaffen sowie um Forschungen im Bereich Naturschutz und zoologischer Wissenschaft zu ermöglichen.

## Anlagenkonzept und Tierbestand
Auf dem Zoogelände leben rund 750 Tiere in 150 Arten, von denen 30 als gefährdet gelten. Diese sind nach geografischen oder taxonomischen Gesichtspunkten zusammengestellt. Das knapp 60 Hektar große Gelände ist erst zum Teil tiergärtnerisch erschlossen. Es gibt folgende Anlagen:
- Water's Edge: Africa wurde 2020 eröffnet und zeigt u. a. Flusspferde und Brillenpinguine.
- Encounter Africa enthält Anlagen für Afrikanische Elefanten und Spitzmaulnashörner.
- African Rift Valley ist ein Gelände, auf dem überwiegend Tiere der afrikanischen Savannen zu sehen sind.
- Asiatic Bear & Mountain Tapir Exhibits beinhaltet Kragenbär und Bergtapir.
- Asian Highlands ist asiatischen Raubtieren vorbehalten, vornehmlich Sibirischen Tigern, Amurleoparden, Schneeleoparden und Westlicher Kleiner Panda.
- Australia Walkabout gibt einen kleinen Überblick der australischen Fauna und zeigt Känguruarten und Emus.
- Scutes Family Gallery enthält in erster Linie Vögel und Reptilien. Der Name basiert auf dem englischen Wort scute (Hornschuppe) und stellt eine Verbindung zu der Panzerung vieler Reptilien dar.
- Experiences at the Loft ist ein Bereich, der speziell Kinder ansprechen soll. Haustiere können gestreichelt werden, eine Beteiligung an der speziellen Futterzubereitung ist möglich und es werden Informationen zur lokalen Fauna gegeben.
- My Big Backyard ist ebenfalls besonders für Kinder gedacht. So können beispielsweise Hühner, Kaninchen, Kois, Schildkröten, Frösche und Bienen aus nächster Nähe betrachtet werden.
- Domestic Goat Playground zeigt das Leben von Hausziegen und demonstriert ihre Kletterkünste und Flexibilität, um an Futter zu gelangen.
- Primate World enthält Primaten, beispielsweise Sumatra- und Borneo-Orang-Utans sowie Westliche Flachlandgorillas.
- Rocky Cliffs besteht aus einer felsigen Anlage, auf der Schneeziegen gehalten werden.
- Rocky Mountain Wild ist schwerpunktmäßig der Fauna Nordamerikas gewidmet und zeigt u. a. Weißkopfseeadler, Brautente, Kanadischer Luchs, Grizzlybär, |Mexikanischer Wolf,  Elch, Puma, Nordamerikanischer Fischotter und Urson.
- The Giraffe Projekt ist ein besonderes Anliegen des Zoos. 2025 wird ein neues, rund 1100 Quadratmeter großes Giraffenhaus gebaut. Zusätzlich werden die Außenanlagen wesentlich erweitert und enthalten auch Rückzugsmöglichkeiten und Ruhezonen für die Tiere. Das neue, mit einer lichtdurchlässigen, hagel- und feuerfesten Dachkonstruktion versehene Haus ist mit Regelungsmöglichkeiten zum Einstellen von Feuchtigkeit und Temperatur sowie Video-Überwachungen ausgestattet. Fütterungskörbe werden in verschiedenen Höhen platziert. Eine Fußgängerbrücke führt zu einem separaten Bereich, von dem die Besucher Giraffen füttern können. Die große, 15 Tiere umfassende Giraffenherde im Zoo hat in den vergangenen Jahren bereits über 200 Jungtiere gezeugt (Stand 2024).[1]

Grizzlybär
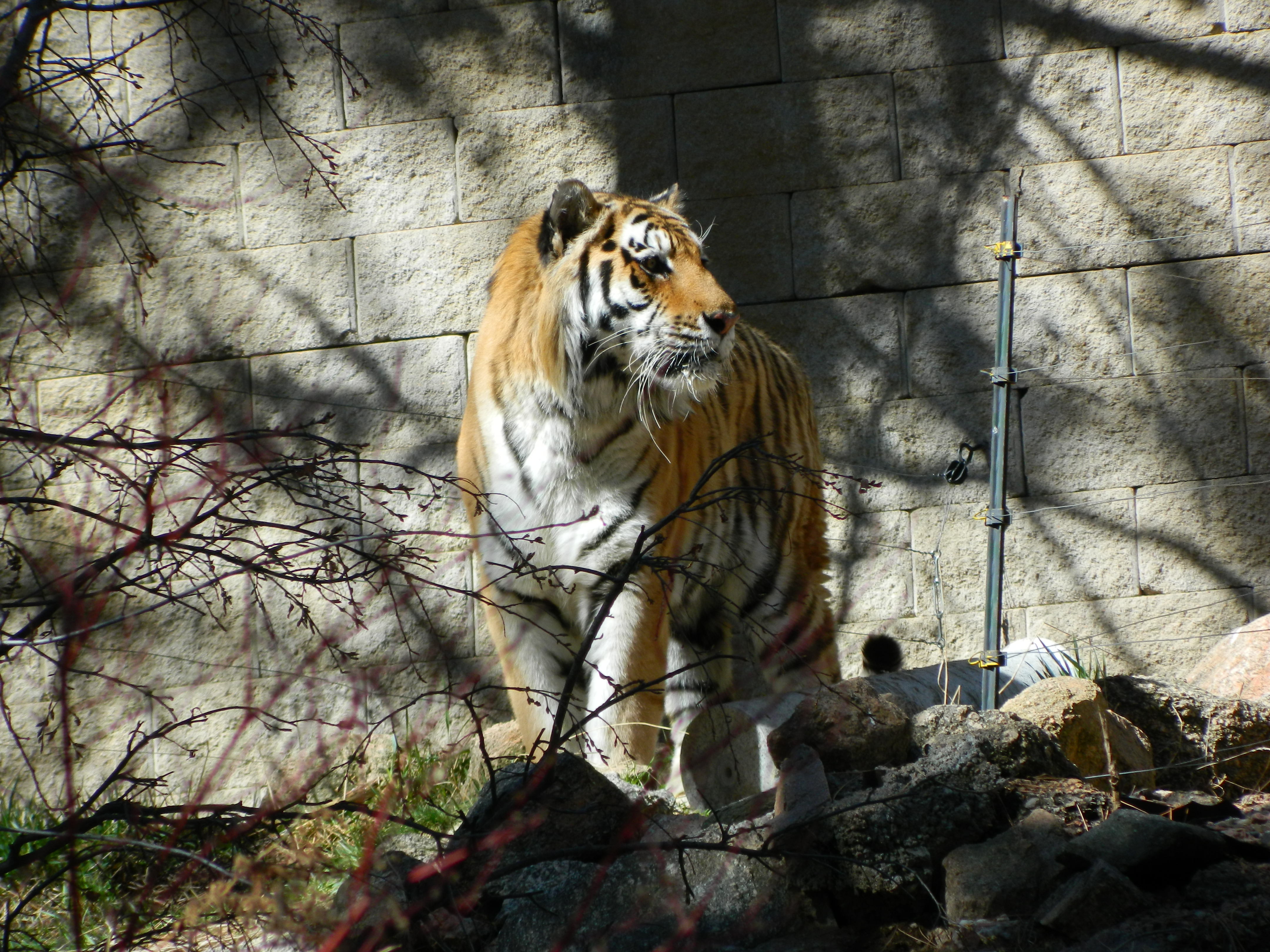
Sibirischer Tiger
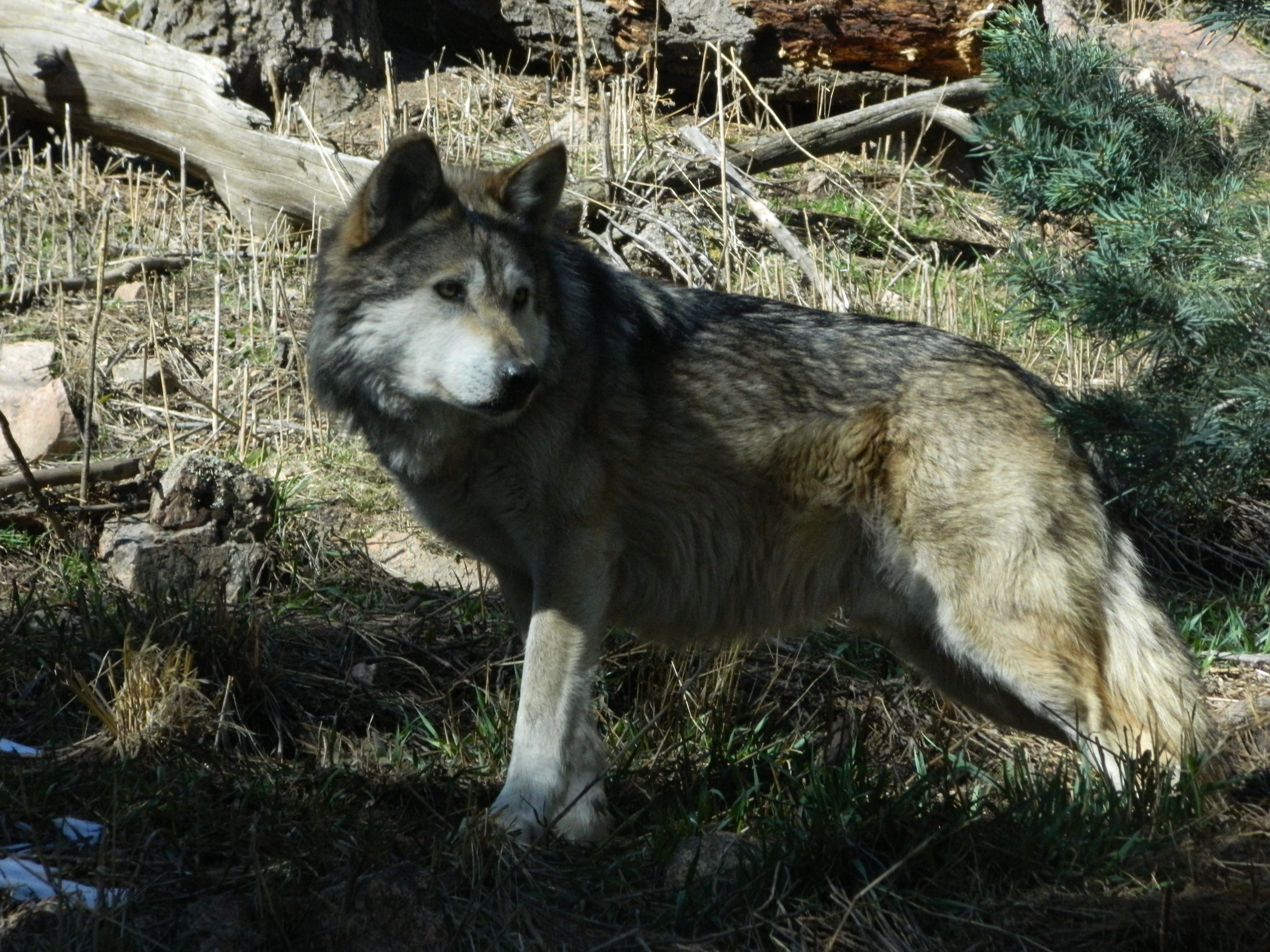
Mexikanischer Wolf
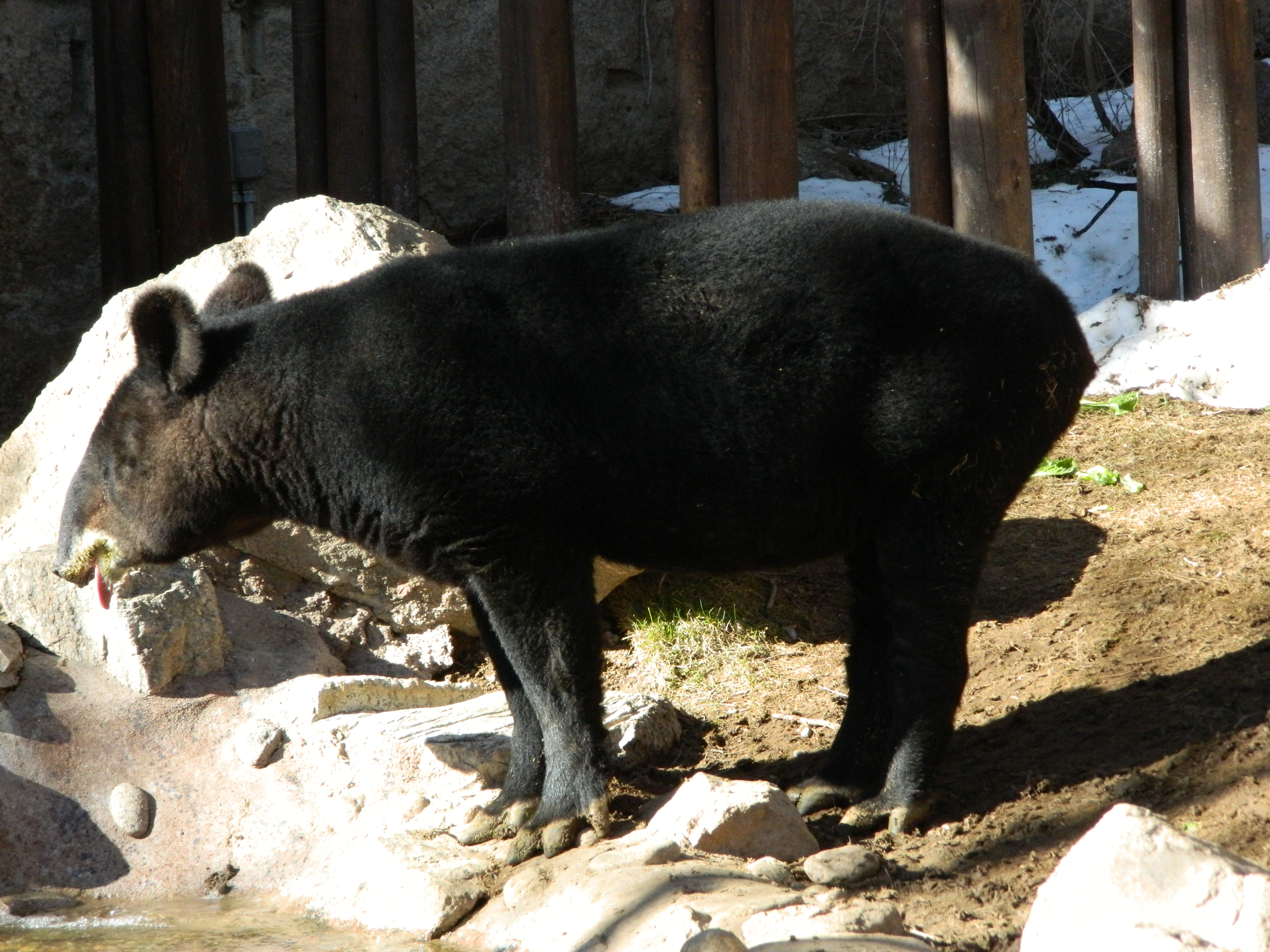
Bergtapir
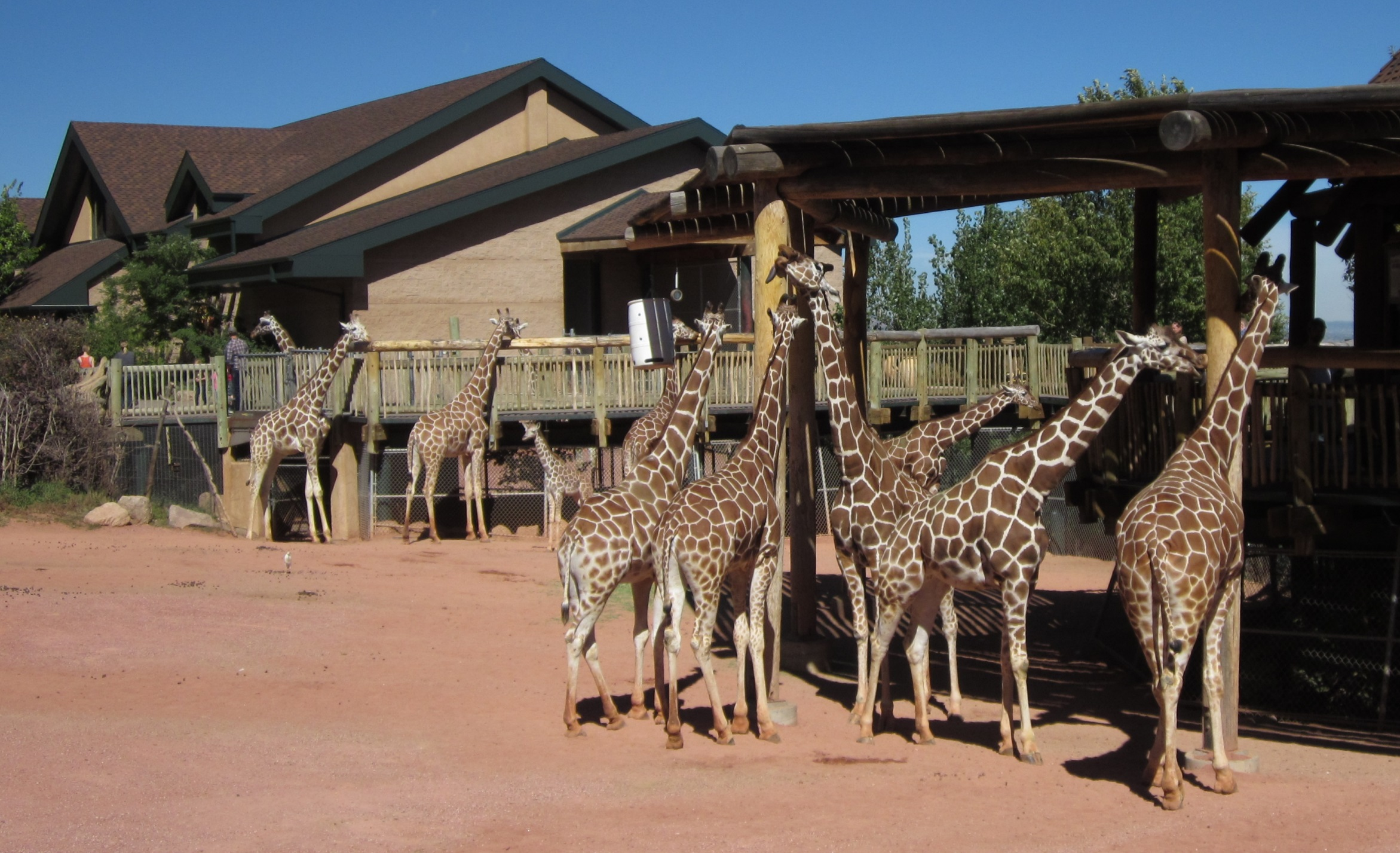
Giraffen

## Arterhaltungs-, Zucht- und Schutzprogramme
Die Erhaltung gefährdeter Arten ist eine wesentliche Säule des Zoos. Jedes Jahr leistet der Cheyenne Mountain Zoo Beiträge, um mehrere Naturschutzprojekte auf der ganzen Welt zu finanzieren und arbeitet eng mit vielen weiteren Zoos und Naturschutzorganisationen zusammen, um die Individuenzahl gefährdeter und bedrohter Arten zu erhöhen. Der Zoo verfolgt im Besonderen folgende Programme:
- Orangutans & Palm Oil: Der Bedarf an Palmöl ist in den vergangenen Jahren ständig gestiegen. Es gilt als beste Option für ein essbares Pflanzenöl, da es weniger Land, Pestizide und Dünger erfordert als andere Ölalternativen. Außerdem wird es zunehmend als nachwachsende Energiequelle, beispielsweise für die Produktion von Biokraftstoffen verwendet. Indonesien ist ein Hauptanbaugebiet für Ölpalmen. Dadurch werden jedes Jahr riesige Flächen an Regenwald in Borneo und Sumatra vernichtet, um mehr Ölpalmen anzupflanzen. Die Zerstörung des Regenwaldes schränkt weite Teile des Lebensraums ein, in dem Orang-Utans leben. Der Cheyenne Mountain Zoo versucht Wege zu finden, um die Verwendung von Palmöl einzuschränken.
- Giraffe Conservation: Der Cheyenne Mountain Zoo hat sich mit der Giraffe Conservation Foundation zusammengetan, um die dringend benötigte Feldforschung zu den verschiedenen Giraffenarten zu unterstützen und bei mehreren Erhaltungsstrategien zu helfen. Seit 2016 hat der Zoo finanzielle Unterstützung sowie einen Tierarzt für das Programm Twiga Translocation Rothschilds Giraffe für die Rotschild-Giraffe (Giraffa camelopardalis rotschildi) in Uganda geleistet. Der Zoo unterstützt außerdem Programme zur Erhaltung der Massai-Giraffe (Giraffa tippelskirchi) und der Netzgiraffe (Giraffa camelopardalis reticulata), die beide auch im Zoo gezüchtet werden.
- Weitere wesentliche Arterhaltungs-, Zucht- und Schutzprogramme betreffen den Sibirischen Tiger, Afrikanische Elefanten und Nashörner, den Schwarzfußiltis, die Wyoming-Kröte (Anaxyrus baxteri) sowie mehrere in Panama heimische Froscharten.[1]